# John Terra
John Terra, pseudoniem van Johnny Henri Terwingen (Mechelen-aan-de-Maas, 21 juni 1951), is een Vlaamse charmezanger en liedjesschrijver. Hij scoorde verscheidene hits en werkte daarna achter de schermen als succesvol muziekproducent van allerlei bekende Belgische artiesten. 

## Loopbaan
Zijn eerste muzikale stappen zette Terra bij The Ramblers, het orkest van zijn oom. Daar werd hij opgemerkt door Robert Bylois. De artiestennaam Terra komt van de samentrekking van de namen van zijn ouders (Terwingen en Ramaekers). John waagde het eerst zijn kans met een Franstalig repertoire met liedjes zoals Adieu en Fille de mes rêves. Daarna kreeg hij de kans om het Nederlandstalige repertoire te proberen waardoor hij bekend werd in Vlaanderen.
In het begin van de jaren zeventig kwam hij in contact met Jan Theys. Deze bracht John dan weer in contact met Jean Kluger. Onder zijn hoede had John verschillende hits zoals Iemand heeft je pijn gedaan, Is er een ander?, Verliefd voor de eerste keer en Als je de taal van de liefde verstaat (muziek Bobbejaan Schoepen). Hierna raakte zijn carrière in het slop.
In 1981 maakte hij een comeback in de Baccarabeker (een muziekwedstrijd waarbij de vijf Vlaamse provincies het tegen elkaar opnamen). Kort daarna volgde zijn grootste hit De dag dat het zonlicht niet meer scheen, dat zeven weken op nummer 1 stond in de Vlaamse Top 10. De groep Arbeid Adelt! maakte een parodie op dit nummer. Hierop ontstond een rel tussen deze groep en John Terra.
In 1982 had Terra een hit met Ik weet niet waarom, een Nederlandstalige versie van het nummer Il cuore è uno zingaro, het winnende lied van het Festival van Sanremo 1971, gebracht door Nicola Di Bari en Nada.
Vanaf het einde van de jaren tachtig trad John Terra meer naar de achtergrond. In 1996 legde hij de microfoon tijdelijk neer en werd producer van verschillende artiesten. Hij was de ontdekker van Dana Winner, Patrick Onzia, Erik Goossens, Kim Kay, Lisa Del Bo en Vanessa Chinitor. Voor deze laatste twee zangeressen schreef hij onder meer de inzendingen waarmee zij België vertegenwoordigden op het Eurovisiesongfestival in respectievelijk 1996 en 1999. Terra heeft ook veel liedjes geschreven voor artiesten als Yasmine, Christoff, Jo Vally, Luc Steeno en Willy Sommers.
In 2008 werd hij bestuurslid van de vzw Vlaamse Podiumartiesten (Vlapo), die zich inzet voor de Vlaamse popmuziek. In 2015 verliet hij de organisatie vanwege de onverenigbaarheid met andere professionele activiteiten. In 2014 werd hij verkozen in de raad van bestuur van auteursrechtenmaatschappij SABAM. In juni 2018 nam hij daaruit ontslag.
In 2016 nam Terra een album op met Nederlandstalige bewerkingen van nummers van Neil Diamond. Dit album bereikte de top 10 van de Vlaamse albumlijst. In 2022 verscheen het album Even van de wereld, bestaande uit drie cd's met daarop nieuw werk, een overzicht van Terra's grootste hits en door hem geschreven nummers die door andere artiesten werden vertolkt.
John Terra werd in 2012 opgenomen in De Eregalerij van Radio 2.

## Discografie

### Hitnoteringen
| Album met hitnotering(en) in de Vlaamse Ultratop 200 albums | Datum van verschijnen | Datum van binnenkomst | Hoogste positie | Aantal weken | Opmerkingen |
| ----------------------------------------------------------- | --------------------- | --------------------- | --------------- | ------------ | ----------- |
| John Terra zingt Neil Diamond                               | 2016                  | 02-04-2016            | 10              | 27           |             |
| Even van de wereld                                          | 2022                  | 11-04-2022            | 23              | 11           |             |

| Single met hitnotering(en) in de Vlaamse Ultratop 50 | Datum van verschijnen | Datum van binnenkomst | Hoogste positie | Aantal weken | Opmerkingen                                           |
| ---------------------------------------------------- | --------------------- | --------------------- | --------------- | ------------ | ----------------------------------------------------- |
| Iemand heeft je pijn gedaan                          | 1973                  | 24-03-1973            | 6               | 14           | Nr. 1 in de Vlaamse Top 10                            |
| Is er een ander? (tussen jou en mij)                 | 1973                  | 21-07-1973            | 3               | 15           | Nr. 1 in de Vlaamse Top 10                            |
| Nooit of nooit                                       | 1973                  | 26-01-1974            | 16              | 7            | Nr. 2 in de Vlaamse Top 10                            |
| A la Espagnola                                       | 1974                  | 11-05-1974            | 13              | 8            | Nr. 3 in de Vlaamse Top 10                            |
| Verliefd, voor de eerste keer                        | 1976                  | 20-03-1976            | 21              | 5            | Nr. 1 in de Vlaamse Top 10                            |
| De dag dat het zonlicht niet meer scheen             | 1981                  | 05-09-1981            | 12              | 14           | Nr. 1 in de Vlaamse Top 10                            |
| Ik weet niet waarom                                  | 1982                  | 22-05-1982            | 28              | 5            | Nr. 2 in de Vlaamse Top 10                            |
| De lente                                             | 1990                  | 12-05-1990            | 40              | 3            | Nr. 8 in de Vlaamse Top 10                            |
| Megamix                                              | 1991                  | 13-04-1991            | 49              | 1            |                                                       |
| Trouw                                                | 1994                  | 13-08-1994            | 50              | 1            | Nr. 6 in de Vlaamse Top 10                            |
| Mijn geschenk                                        | 1994                  | 31-12-1994            | 29              | 7            | met Emma Philippa / Nr. 6 in de Vlaamse Top 10        |
| De mooiste dag van m'n leven                         | 2013                  | 17-08-2013            | tip37           | -            |                                                       |
| Breek je wereld open                                 | 2014                  | 06-09-2014            | tip35           | -            | Nr. 13 in de Vlaamse Top 50                           |
| Neem me mee                                          | 2015                  | 05-09-2015            | 44              | 6            | Nr. 4 in de Vlaamse Top 50                            |
| Ik moet wel geloven                                  | 2015                  | 14-11-2015            | tip9            | -            | Nr. 7 in de Vlaamse Top 50                            |
| Welkom Rosie                                         | 2016                  | 16-04-2016            | 50              | 1            | Nr. 4 in de Vlaamse Top 50                            |
| Voor eeuwig in blue jeans                            | 2016                  | 07-05-2016            | tip             | -            | Nr. 29 in de Vlaamse Top 50                           |
| Ik heb je lief                                       | 2016                  | 09-07-2016            | tip13           | -            | Nr. 10 in de Vlaamse Top 50                           |
| September dauw                                       | 2016                  | 15-10-2016            | tip24           | -            | Nr. 16 in de Vlaamse Top 50                           |
| Prachtige dag (in de stad van m'n hart)              | 2016                  | 10-12-2016            | tip25           | -            | Nr. 13 in de Vlaamse Top 50                           |
| Streel me                                            | 2017                  | 23-09-2017            | tip             | -            |                                                       |
| Waarom ben je weggegaan?                             | 2018                  | 27-10-2018            | tip28           | -            | Nr. 15 in de Vlaamse Top 50                           |
| Geef het maar toe                                    | 2019                  | 19-01-2019            | tip26           | -            | met Amaryllis Temmerman / Nr. 15 in de Vlaamse Top 50 |
| Elise                                                | 2019                  | 19-10-2019            | tip29           | -            | Nr. 19 in de Vlaamse Top 50                           |

### Overige singles
- Dans tes yeux / Je n'oserai plus (1967)
- Easy girl / Fille de mes rêves (1968)
- Adieu / Je t'aime (1968)
- Wight is Wight (1970)
- Bouzouki (1970, Nr. 6 in de Vlaamse Top 10)
- Parking Rosie (1970, Nr. 8 in de Vlaamse Top 10)
- Ik beken / Na na na ('t Verleden) (1971)
- In de duinen / Neem me mee (1971, Nr. 5 in de Vlaamse Top 10)
- Je leeft alleen voor succes / Mooie blauwe ogen (1971, Nr. 8 in de Vlaamse Top 10)
- Een deuntje uit de oude doos (1971, Nr. 10 in de Vlaamse Top 10)
- Je weet niet wat je mist (1972)
- Vergeet niet te schrijven (1974, Nr. 6 in de Vlaamse Top 10)
- Als het niet meer anders kan (1974, Nr. 6 in de Vlaamse Top 10)
- Rosanna (1975, Nr. 6 in de Vlaamse Top 10)
- Welkom thuis (1976, Nr. 4 in de Vlaamse Top 10)
- Wat nu my love (1976, Nr. 1 in de Vlaamse Top 10)
- Als je de taal van de liefde verstaat (1977, Nr. 2 in de Vlaamse Top 10)
- Just one look (1978)
- Baby I love you (1979, duet met Cindy onder de naam Jocy)
- Laat me vrij zijn (1983, Nr. 2 in de Vlaamse Top 10)
- Deze nacht wil ik niet eenzaam zijn (1983, Nr. 1 in de Vlaamse Top 10)
- Neem de eerste trein (1984, Nr. 4 in de Vlaamse Top 10)
- Ik voel me zo verloren (1985, Nr. 3 in de Vlaamse Top 10)
- Ik word dan even stil (1985, Nr. 5 in de Vlaamse Top 10)
- Hij durft vanavond niet naar huis (1986, Nr. 7 in de Vlaamse Top 10)
- M'n hart kan niet langer zwijgen (1986, Nr. 2 in de Vlaamse Top 10)
- Champagne voor iedereen (1987, Nr. 3 in de Vlaamse Top 10)
- Ik zie je nooit meer (1987, Nr. 4 in de Vlaamse Top 10)
- Feelin' love (1988)
- Zij was nog zo jong (1988, Nr. 10 in de Vlaamse Top 10)
- Diana ik denk aan jou (1989, Nr. 7 in de Vlaamse Top 10)
- Zonder jou kan ik niet langer leven (1989, Nr. 5 in de Vlaamse Top 10)
- Laat me nooit meer alleen (1990, Nr. 10 in de Vlaamse Top 10)
- Nee, ik laat je nooit meer gaan (1991, Nr. 9 in de Vlaamse Top 10)
- Ik voel me goed bij jou (1991)
- Alles gaat goed (1992)
- Ik mag niet meer van je dromen (1992)
- Een storm in een glas water (1992)
- Hier gooi ik mijn anker (1993)
- Betovering (1993, Nr. 8 in de Vlaamse Top 10)
- Geen leven zonder liefde (1994)
- Let it be me (1998, duet met Marc Meersman)
- De neus omhoog / De naas umwog (2005)
- Diep in mij (2022, met Lissa Lewis)
- Even van de wereld (2022, Nr. 24 in de Vlaamse Top 30)
- Als alles over is (2022)

- Bibliothèque nationale de France: cb16619445g (data)
- Gemeinsame Normdatei: 141795824
- International Standard Name Identifier: 0000 0001 0267 6336
- MusicBrainz: 00e77ac0-269b-4243-a9f1-9c4f7fd522d0
- Virtual International Authority File: 153193246
- WorldCat: E39PBJc7WWDK9qFRHdF9GCRxjC